# NGC 3065
NGC 3065 је лентикуларна галаксија у сазвежђу Велики медвед која се налази на NGC листи објеката дубоког неба.
Деклинација објекта је + 72° 10' 12" а ректасцензија 10h 1m 55,1s. Привидна величина (магнитуда) објекта NGC 3065 износи 11,6 а фотографска магнитуда 12,6. Налази се на удаљености од 31,3000 милиона парсека од Сунца. NGC 3065 је још познат и под ознакама UGC 5375, MCG 12-10-14, CGCG 333-10, 7ZW 303, PGC 29046.